# Дубровачка књижевност
Дубровачка књижевност обухвата све облике књижевног стваралаштва који су настали у граду Дубровнику и на ширем подручју некадашње Дубровачке републике у периоду од средњег века до савременог доба. На тим просторима, књижевно стваралаштво се током векова развијало на неколико језика (латински, италијански, српски, хрватски), а такође и на неколико писама (ћирилица, глагољица, латиница). Захваљујући тој разноврсности, дубровачка књижевност представља једну од најдрагоценијих регионалних целина у оквирима јужнословенске књижевности, те се стога сматра саставним делом како српске и хрватске, тако и шире регионалне далматинске књижевности.

## Историја
Историја дубровачке књижевности може се условно поделити на неколико развојних и стилских епоха, односно периода: средњовековни, хуманистичко-ренесансни, барокни, просветитељски, романтичарски и савремени.
Услед оскудности извора, најранији (средњовековни) период развоја дубровачке књижевности познат је на основу малог броја сачуваних дела, првенствено песничких. У потоњем периоду од краја 15. до почетка 17. века, дубровачка књижевност израста у један од највиших домета књижевности хуманизма и ренесансе на јужнословенским просторима. Стварана је не само на латинском и италијанском, већ и на локалном дубровачком књижевном језику који је у основи штокавско источнохерцеговачки дијалекат (и)јекавског изговора са чакавизмима и икавизмима (којих није било у свакодневном говору) преузетим из суседних далматинских говора и романским позајмљеницама из далматског (којим се користио романски део становништва) и италијанског (тосканског) језика. Као најстарије дело ренесансе у Дубровнику узимају се три стиха која је 1421. године на празној страни „Царинског статута“, ћирилицом записао Џонко Каличевић. Крајем XV века јављају се петраркисти Шишко Менчетић са канцонијером у коме има више од 500 песама и Џоре Држић. Након њих се почињу да стварају Мавро Ветрановић, Никола Наљешковић и Марин Држић, а потом у другој половини XVI века Динко Рањина, Динко Златарић и Андрија Чубрановић. Крајем XVI и почетком XVII века јавља се барок у дубровачкој књижевности који свој врхунац достиже у делима Ивана Џива Гундулића, Џива Бунића и Џона Палмотића. Игњат Ђурђевић и његово дело „Уздаси Мандолијене покорнице“ из 1728. године представљају њен последњи велики домет. Еп „Осман“ Ивана Гундулића представља најзначајније дело дубровачке књижевности и најуспелији словенски барокни еп, а од значајних дела свакако треба поменути и комедију Марина Држића „Дундо Мароје“. Вук Стефановић Караџић је два елемента дубровачког књижевног језика (чување гласа х и дентала д и т иза је насталог од кратког гласа јат) који су се у већини других средина изгубили, унео 1836. и 1839. године у своју језичку реформу. У данашњој науци постоји спорење око тога да ли дубровачку књижевност треба сврстати у српску или хрватску књижевност (у зависности од тога да ли се дубровачки говор сматра делом српског или хрватског језика) или је она нешто између њих.

## Народни језик и писма дубровачке књижевности
Сами Дубровчани су свој говор називали српским (lingua serviana), дубровачким, нашким, словинским, илирским, а у неколико случајева хрватским. У писању су коришћени глагољица и ћирилица, а од XV века и латиница која је касније у потпуности потиснула прва два писма. Поред употребе за кореспонденцију са владарима широм Балкана, ћирилица је коришћена и у самом Дубровнику, како међу становништвом, тако и међу католичким клером (на једном молитвенику из 1512. године стоји да је исписан „српским писмом и језиком“, а треба поменути зборник побожних текстова Либро од мнозијех разлога из 1520. године).
„У Дубровнику, ако и не од првога почетка, а то од памтивијека говорило се српски; говорило, како од пучана, тако од властеле, како код куће, тако у јавном животу...“
(Натко Нодило, историчар)

## Неки од писаца
- Саво Бобаљевић
- Иво Војновић
- Иван Гундулић
- Марин Држић
- Џоре Држић
- Игњат Ђурђевић
- Шишко Менчетић
- Мавро Орбини
- Вице Пуцић
- Динко Рањина
- Никола Рањина
- Иван Стојановић
- Илија Цријевић
- Лудовик Цријевић Туберон